# 克里斯·巴克
克里斯·巴克（英語：Chris Buck，1958年2月24日-）是一名美国动画师、电影导演和编剧。知名作品包括联合导演的1999年《泰山》、2007年《冲浪企鹅》和2013年《冰雪奇缘》，后者非常成功口碑在全球各地收获12.67亿美元的票房佳绩，是有史以来最高票房的动画片。他也是2004年《放牛吃草》的动画总监。

## 生平
他生于堪萨斯州的Wichita，曾在加州艺术学院学习了两年的动画制作，1988年至1993年还在该校教学。
他担任1981年的《狐狸与猎狗》动画师。帮助设计了1988年的《谁陷害了兔子罗杰》、1989年的《小美人鱼》和1990年的《救难小英雄澳洲历险记》里的一些角色。在1995年的《风中奇缘》中负责监督三个核心角色: Percy、Grandmother Willow 和 Wiggins。

## 主要作品

### 导演
- 星願/Wish (2023)
- 冰雪奇缘2/Frozen II (2019) (与Jennifer Lee联合导演)
- 冰雪奇缘/Frozen (2013) (与Jennifer Lee联合导演)[1]
- 冲浪企鹅/Surf's Up (2007) (与Ash Brannon联合导演)
- The Legend of Tarzan (2001 - 2003) (电视)
- 泰山/Tarzan (1999) (与Kevin Lima联合导演)
- Family Dog - Snow Dog (1993) (电视)

### 共同宇宙說
克里斯曾經在專訪中進行了一個非官方的個人證實，指出其執導的《冰雪奇緣》、《泰山》與《衝浪季節》均屬於同一個世界觀。他指出，《冰雪奇緣》中國王與皇后遇到了船難後，在一座小島上定居並生下了泰山，並且在之後受到了花豹的攻擊。而島嶼的另一邊，還有《衝浪季節》愛衝浪的企鵝們。

### 动画部门
- "The Small One" (1978) (uncredited animator)
- 狐狸与猎狗/The Fox and the Hound (1981) (角色动画师)
- The Brave Little Toaster (1987) (角色设计师)
- 奥丽华历险记/Oliver & Company (1988) (动画导演)
- 美人魚/The Little Mermaid (1989) (角色设计师)
- 救难小英雄澳洲历险记/The Rescuers Down Under (1990) (角色动画师)
- Box-Office Bunny (1990) (主要动画师)
- Bébé's Kids (1992) (动画师)
- 风中奇缘/Pocahontas (1995) (角色设计师，Percy、Grandmother Willow 和 Wiggins 三个角色的动画监督)
- 放牛吃草/Home on the Range (2004) (动画监督: "Maggie")
- Mickey's Twice Upon a Christmas (2004) (动画顾问)
- Not Your Time (2010) (动画师)

## 奖项
《风中奇缘》
- 安妮奖最佳动画电影
- 奥斯卡金像奖最佳动画电影提名

《泰山》
- 安妮奖最佳动画电影提名
- 奥斯卡金像奖最佳动画电影提名

《冰雪奇缘》
- 第41届安妮奖最佳动画电影、最佳导演、最佳音乐、最佳美工设计和最佳配音
- 第71届金球奖最佳动画电影
- 第67届英国电影学院奖最佳动画电影
- 第86届奥斯卡金像奖最佳动画电影